# Cairaclia
Cairaclia è un comune della Moldavia situato nel distretto di Taraclia di 2.124 abitanti al censimento del 2004.
È fondato nel 1861. Attualmente nel comune vivono per lo più bulgari (secondo il censimento del 1989 sono 89.3%). Là vivono anche gagauzi, russi e rappresentante di altre nazionalità.